# Brazil (film 1944)
Brazil (conosciuto anche con il titolo Stars and Guitars) è un film del 1944 diretto da Joseph Santley.
È una commedia musicale a sfondo romantico statunitense con Tito Guízar, Virginia Bruce e Edward Everett Horton. Ambientato in Brasile, il film fu candidato per tre premi Oscar.

## Produzione
Il film, diretto da Joseph Santley su una sceneggiatura di Frank Gill Jr. e Laura Kerr con il soggetto di Richard English, fu prodotto da Robert North, come produttore associato, per la Republic Pictures e girato a Republic Studioss in California.

## Colonna sonora
- Brazil - scritta da Ary Barroso, testo in inglese di Bob Russell, cantata da Tito Guízar
- Rio de Janeiro - scritta da Ary Barroso, testo in inglese di Ned Washington
- Tonight, You're Mine - scritta da Ary Barroso, testo in inglese di Ned Washington, cantata da Tito Guízar
- Moonlight Fiesta - scritta da Ary Barroso, testo in inglese di Ned Washington, cantata da Tito Guízar
- Upa Ups - scritta da Ary Barroso, testo in inglese di Ned Washington
- Vaquero Song - scritta da Ary Barroso, testo in inglese di Ned Washington, cantata da Roy Rogers
- Cafe - scritta da Ary Barroso, testo in inglese di Ned Washington
- Choro Song - scritta da Ary Barroso, testo in inglese di Ned Washington

## Distribuzione
Il film fu distribuito negli Stati Uniti dal 30 novembre 1944 al cinema dalla Republic Pictures.
Altre distribuzioni:
- in Svezia il 6 ottobre 1947
- in Portogallo il 7 febbraio 1948
- in Giappone il 27 settembre 1949
- in Austria nel 1952 (Brasilianische Serenade)
- in Brasile (Brasil)
- in Svezia (Brazil)
- in Grecia (Brazil, i hora ton oneiron)

## Critica
Secondo il Morandini il film è un musical romantico con "scene di rivista inserito nel periodo del folle, rumoroso, interminabile carnevale brasiliano".

## Promozione
La tagline è: "The Musical Love Story of Pan-America! ".